# ولاية كبردا المتحدة، بلغاريا وكراشاي
ولاية كبردا المتحدة، بلغاريا وكراشاي ، (بالروسية: Объединенный вилайят Кабарды, Балкарии и Карачая)‏)هي جماعة إسلامية مسلّحة نفّدت عدة هجمات ضد قوات الأمن في جمهوريتي قبردينو-بلقاريا وكاراتشايفو-تشيركاسيا في شمال القوقاز. تعتبر ولاية كبردا المتحدة، بلغاريا وكراشاي ولاية من الولايات الست التابعة لإمارة القوقاز